# ایلی (نوادا)
ایلی، نوادا (انگلیسی: Ely, Nevada) در نوادای ایالات متحده واقع است.